# Welwel Zbarzer

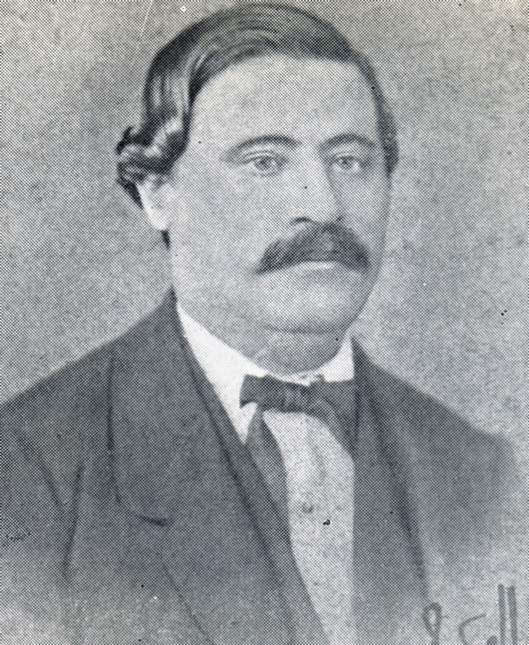
Welwel Zbarzer

Welwel oder Wölwel Zbarzer (auch: Zbarazer, Zbarzher oder Zbarascher; * 1826 in Zbaraż, Galizien; † 2. Juni 1883 in Konstantinopel) hieß eigentlich (Benjamin) Wolf Ehrenkranz. Er war ein populärer hebräischer und jiddischer Dichter und Volkssänger, „als Lyriker und Satiriker einer der hervorragendsten Dichter des Ostjudentums.“

## Leben
Ehrenkranz war der Sohn eines Schochet, erhielt eine gründliche talmudische Ausbildung und zeichnete sich seit frühester Jugend durch sprühenden Witz aus.
Mit 19 Jahren wurde er verheiratet, war aber nicht befähigt zu einem ruhigen sesshaften Leben, sondern trennte sich von seiner Frau und führte, immer auf der Suche nach einer wirtschaftlichen Existenzgrundlage, ein unstetes Wanderleben auf Reisen durch Rumänien, Südrussland und Galizien. Dabei verdingte er sich abwechselnd als Hebräischlehrer oder Schreibgehilfe und versuchte auch eine Zeit lang sein Glück mit allerlei Handelsgeschäften.
Währenddessen schrieb er fortlaufend Gedichte, zu denen er selbst Melodien komponierte. Schließlich trug er als moderner „Badchen“ bei Feierlichkeiten, vor allem Hochzeiten, in häuslichem Kreise oder in Gastwirtschaften seine Lieder vor, die bald eine große Popularität erlangten.

### Veröffentlichungen
1856 erschien in Iași seine erste, noch rein hebräische Liedersammlung Chason l'moed.
Als sein lyrisches Hauptwerk hat sich die vierbändige Sammlung hebräischer und jiddischer Lieder Makkel-Noam („Stab der Milde“, Lemberg 1869–1878) erhalten, darunter das satirische Poem mit dem Titel „Gottes Bankrott“, das als „eine der vorzüglichsten Satiren der Weltliteratur“ gilt. Ein weiteres bekanntes jiddisches Reflexionsgedicht ist „Die Nachtigall“: Die Klage des Vogels in Ich-Form, trotz Gefangenschaft im Käfig süße Lieder für die Menschen singen zu müssen, um sich seine Nahrung zu verdienen, spiegelt Ehrenkranzens eigenes Schicksal. Die jiddischen Arbeiten aus dieser Sammlung erschienen mit lateinischen Buchstaben transkribiert 1902 in Brăila, herausgegeben von J. Sotek.
Ehrenkranzens satirische Arbeiten erschienen 1869 unter dem Titel Makkel Chowlim („Stab der Strenge“).

### Späte Jahre
Er veröffentlichte auch in Smolenskins Magazin „Haschachar“ und kam so auch nach Wien. Dort trug er weiterhin in Kaffeehäusern und Gaststätten seine Lieder vor, musste aber viele Erniedrigungen erdulden und in großer Armut sein Leben fristen. Von dort zog es ihn weiter nach Konstantinopel, wo er in noch größerem Elend lebte, sich nochmals verheiratete und bald starb.
Im Unterschied zu Berl Broder war Welwel Zbarazer Anhänger der Haskala und vertrat deren klassische Ziele: Förderung des Hebräischen, Kampf für Bildung, gegen Ignoranz und Obskurantismus, besonders gegen Wunderrabbis und Chassidismus.

## Ausgaben
Das Jüdisch-Wissenschaftliche Institut Wilna gab 1927 einen Teil seiner Korrespondenz heraus (Hrsg. Bernhard Wachstein).